# Nicole Stott
Nicole Marie Passonno Stott (Albany, Nova York, 19 de novembre de 1962) és una enginyera americana i astronauta de la NASA. Va servir com a Enginyera de Vol en l'Expedició 20 i Expedició 21 de l'ISS, i va ser Especialista de Missió en el STS-128. En el 2011, va volar una segona vegada com a Especialista de Missió en el STS-133.